# Маєток Мігріних

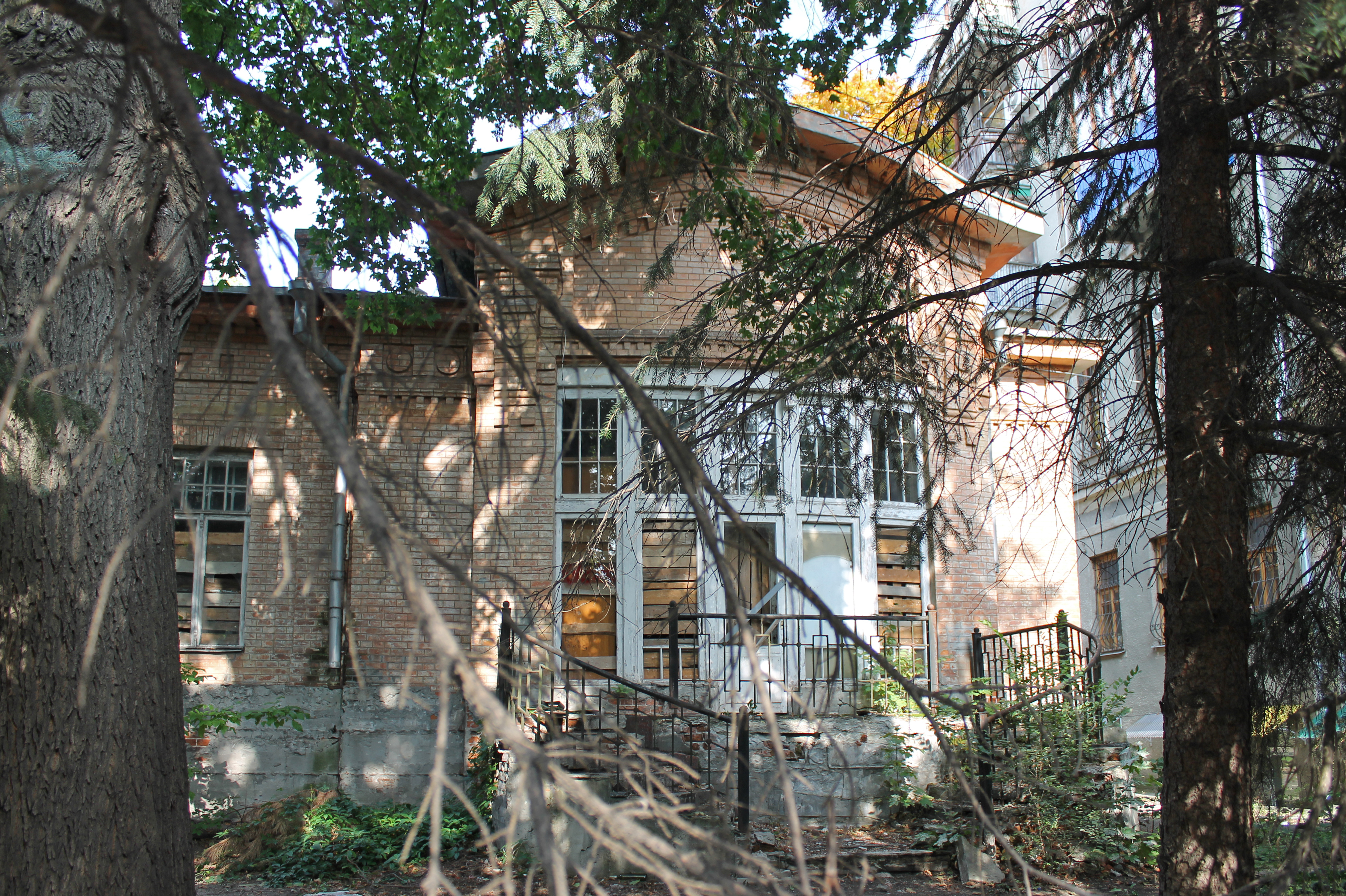
Маєток Мігріних, вересень 2014 року

Маєток Мігріних — колишня пам'ятка архітектури у Харкові, за адресою вулиця Свободи 35. Будинок у стилі модерн був збудований на початку XX ст. родиною Мігріних за проєктом архітектора Олександра Гінзбурга.

Після початку радянської окупації України, маєток був переданий родині Йона Якіра. Пізніше маєток використовувався як «державний готель». Під час робочих поїздок тут зупинялись Микита Хрущов, Леонід Брежнєв, Петро Шелест та інші представники радянського режиму.

Маєток Мігріних на листівці радянської доби

## Маєток Мігріних сьогодні

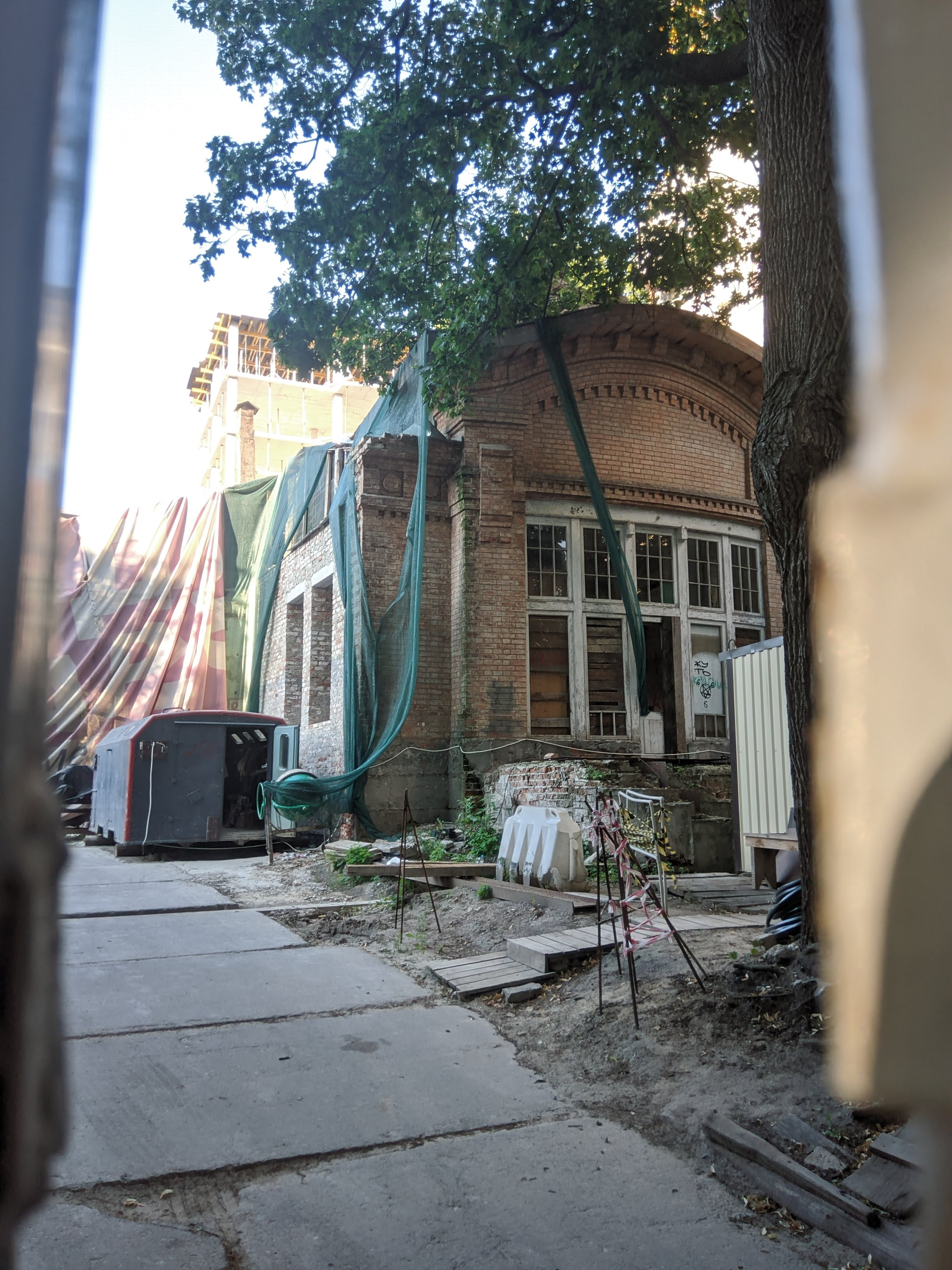
Особняк під час реконструкції

У 1980 році маєток отримав статус пам'ятки архітектури місцевого значення, але з того часу будівля не використовувалась, там поступово приходило в занедбаний стан. У 2008 році маєток був втратив статус пам'ятки архітектури місцевого значення згідно з рішенням Харківської ОДА. У 2019 році стало відомо, що на місці маєтку збудують 13-поверховий житловий комплекс з підземним паркінгом. У серпні 2019 року почались роботи по демонтажу маєтку. Наразі будівля частково знесена, будівництво зупинене з початку повномасштабного вторгнення.